# Natale in affitto
Natale in affitto (Surviving Christmas) è un film del 2004 diretto da Mike Mitchell, che vede protagonisti Ben Affleck e James Gandolfini.
Il film, già pronto nel 2003, non fu proiettato per evitare di metterlo in competizione con l'altro film di Affleck, Paycheck. Nonostante ciò, il film ha avuto risultati piuttosto deludenti al botteghino.

## Trama
Drew Latham è un giovane manager di successo che conduce una vita agiata ed abita in una lussuosa casa. Tutto sembra andare per il meglio fino a quando la sua fidanzata Missy decide di rompere con lui poco prima di Natale. Drew, spaventato dall'ipotesi di dover passare da solo le feste, inizia a contattare tutti i numeri della sua rubrica, compresi quelli di vecchi amici di liceo, senza tuttavia nessun risultato.
Scoraggiato, l'uomo decide di andare a visitare i posti della sua infanzia. Giunto a destinazione si imbatte in Tom Valco, l'attuale proprietario della sua vecchia casa, che, indispettito dalla sua presenza nel cortile, lo colpisce alle spalle facendolo svenire.
Drew viene portato in casa per essere medicato e, una volta ripresosi, ha modo di fare conoscenza con Christine e Brian, rispettivamente moglie e figlio di Tom. Drew ha modo di rivedere la sua vecchia casa e decide così di ingaggiare per le feste questa famiglia di sconosciuti, dando una ricompensa di ben 250 000 dollari, purché Tom, Christine e Brian interpretino rispettivamente padre, madre e fratello minore. 
La famiglia Valco accetta ma resta comunque infastidita dalla presenza di Drew e dai suoi modi di fare. Nei giorni successivi torna a casa anche Alicia, la figlia maggiore di Tom e Christine, che mostra fin dall'inizio il suo disappunto per la scelta effettuata dalla sua famiglia e la sua insofferenza nei confronti di Drew.
La pazienza di Tom inizia a venire meno e intima a Drew di andarsene di casa, rinunciando alla ricompensa; solo in questo momento Tom gli spiega che le cose con Christine non vanno affatto bene e che i due sono sull'orlo della separazione.
A questo punto però le cose sembrano cominciare a funzionare in quanto Drew cerca di sistemare il loro rapporto; anche la situazione con Alicia sembra migliorare, tra i due sta per nascere un sentimento d'amore.
Missy però viene a sapere dove si trova Drew e, felice per la prospettiva di conoscere finalmente la sua famiglia, decide di mettersi in marcia con i suoi genitori verso quella che in realtà è casa Valco. La serata procede nel peggiore dei modi, e precipita definitivamente quando Brian scopre che il set fotografico che Drew aveva fatto fare a Christine è finito in un sito porno. Questo provoca lo choc di Brian e l'ira di Tom, il quale invita Drew ad andarsene.
Drew se ne torna a casa, dispiaciuto di aver rovinato il Natale non solo a se stesso, ma pure ai Valco. Riceve visita da Tom, non nelle vesti di amico, bensì di riscossore, in quanto reclama i 250 000 dollari promessi. Ma entrambi capiscono che, per passare un vero Natale, devono riconquistare rispettivamente Alicia e Christine, che nel frattempo sono andate con Brian ad assistere allo spettacolo teatrale di "nonno Jurass".

## Critica
Il film ha ricevuto durante l'edizione dei Razzie Awards 2004 tre nomination come Peggior film, Peggior attore per Ben Affleck, Peggior sceneggiatura a Deborah Kaplan, Harry Elfont, Jeffrey Ventimilia e Joshua Sternin.